# Parafia Matki Bożej Miłosierdzia w Berezynie
Parafia Matki Bożej Miłosierdzia w Berezynie – rzymskokatolicka parafia znajdująca się w archidiecezji mińsko-mohylewskiej, w dekanacie borysowskim, na Białorusi.

## Historia
Parafia powstała w 1641, przy zbudowanym w latach 1641 - 1644 kościele pw. Wniebowzięcia Najświętszej Maryi Panny fundacji księcia Leona Sapiehy. Kolejny kościół powstał w 1844. Otrzymał on wezwanie Matki Bożej Szkaplerznej. W 1880 opisywany był jako bardzo ubogi. Parafia liczyła wtedy 3520 wiernych i należała do dekanatu ihumeńskiego. Posiadała wówczas filię w Rawaniczach oraz 4 kaplice w okolicznych wsiach. Na początku XX w. liczba wiernych wynosiła ok. 7000. Założono wówczas drugą filię w Bohuszewiczach. Kościół został zniszczony w 1914. Do 1937 msze odprawiano w domu. Później parafia zanikła.
Parafia odrodziła się w 1992 lub 1993. Nabożeństwa odbywają się w domu przystosowanym na kaplice. Od 2016 trwa budowa kościoła.